# Menelikornis
Menelikornis was een geslacht van vogels uit de familie toerako's (Musophagidae). Uit nader verwantschaponderzoek bleek dat deze soorten kunnen worden opgevat als soorten van dit geslacht.

## Soorten
Het geslacht kent de volgende soorten:
- Menelikornis leucotis  – Witwangtoerako
- Menelikornis ruspolii  – Ruspoli's toerako